# Rhaphuma pieli
Rhaphuma pieli är en skalbaggsart som beskrevs av J. Linsley Gressitt 1940. Rhaphuma pieli ingår i släktet Rhaphuma och familjen långhorningar. Inga underarter finns listade i Catalogue of Life.